# محمود زعتره
محمود زعتره (انگلیسی: Mahmoud Za'tara؛ زاده ۸ ژانویهٔ ۱۹۹۱) یک بازیکن فوتبال اهل اردن است.
وی همچنین در تیم ملی فوتبال اردن بازی کرده‌است.